# Sarah Allen
Sarah Allen es una actriz canadiense. Estudió arte dramático en la Canada's National Theatre School, donde se graduó en 2002.

## Casi Humanos (Being Human)
Sarah Allen es quizás mejor conocida por su papel de la vampiresa, Rebecca Flynt, en la serie de SyFy: Casi Humanos. Para el papel, vio algunos de la versión original de la serie de la BBC  y también investigando la mitología de vampiros
Sobre su personaje de Rebecca, Allen ha dicho: "Ella definitivamente inicia la serie con una cruz que soportar .. ya sabes, realmente enfadada y en "guardia", pero creo que Rebecca hace un verdadero esfuerzo para tratar de ser buena. Hace un esfuerzo para ser buena, pero falla constantemente... incluso su intento de transformar a Bernie, el niño, a un vampiro. Lo hace con buenas intenciones. Ella realmente quería cuidar a alguien .. "
Sobre su relación con Aidan, Rebecca ha dicho: "Sigue dando tumbos en su existencia como vampiro. Sigue intentando involucrarse en la vida de Aidan y simplemente lo arruina todo".
También mencionó alguna vez, que tener que beber sangre falsa sobre el ser humano, era como "beber un tubo de pasta de dientes".

## Filmografía
| Año  | Título                                                     | Personaje       | Notas      |
| ---- | ---------------------------------------------------------- | --------------- | ---------- |
| 2004 | Secret Window                                              | Sheriff's Niece |            |
| 2004 | Built Like Light                                           | Esther          | Short film |
| 2009 | Stripped Naked                                             | Cassie          | Video      |
| 2010 | How to Rid Your Lover of a Negative Emotion Caused by You! | Sadie           | Short film |
| 2010 | St. Roz                                                    | Cathy           |            |
| 2011 | Oh Baby                                                    |                 | Short film |
| 2012 | On the Road                                                | Vicki           |            |
| 2013 | The Husband                                                | Alyssa Andreas  |            |
| 2013 | The Golden Ticket                                          | Melody          | Short film |
| 2015 | Beeba Boys                                                 | Katya Drobot    |            |
| 2017 | Purl                                                       | Kat             | Short film |
| 2018 | Arlo Alone                                                 |                 | Short film |
| 2019 | Home in Time                                               | Kate            | Short film |
| 2019 | Strange But True                                           | Holly           |            |
| 2021 | The Retreat                                                | Valerie         | [ 5 ]      |

| Año       | Título                       | Personaje           | Notas                                                |
| --------- | ---------------------------- | ------------------- | ---------------------------------------------------- |
| 2003      | Student Seduction            | Jenna               | TV film                                              |
| 2003      | Wall of Secrets              | Carrie              | TV film                                              |
| 2003      | The Reagans                  | Girl #2             | TV film                                              |
| 2004      | Il Duce Canadese             | Colleen Kelly       | Lead role                                            |
| 2005      | Human Trafficking            | Ludmilla            | Recurring role                                       |
| 2006      | Booky Makes Her Mark         | Willa Thomson       | TV film                                              |
| 2006–2007 | Jozi-H                       | Dr. Jenny Langford  | Lead role; 13 episodes                               |
| 2007      | The Dead Zone                | Maggie Hollister    | Episode: "Switch"                                    |
| 2007      | Black Swarm                  | Jane Kozik          | TV film                                              |
| 2008      | Voices                       | Maggie              | TV film                                              |
| 2008      | MVP                          | Wanda Gilford       | Recurring role; 6 episodes                           |
| 2009      | Murdoch Mysteries            | Enid Jones          | Recurring role; 5 episodes                           |
| 2009      | Warehouse 13                 | Emily Krueger       | Episode: "Pilot"                                     |
| 2011      | Little Mosque on the Prairie | Rose                | Recurring role (9 episodes)                          |
| 2011–2014 | Being Human                  | Rebecca Flynt       | Recurring role; 9 episodes                           |
| 2011      | Silent Witness               | Stacey Lord         | TV film                                              |
| 2012      | Verdict                      | Kim Tollerton       | TV film                                              |
| 2012      | Do No Harm                   | Gillian Stewart     | TV film                                              |
| 2012      | Nikita                       | Anne                | 3 episodes                                           |
| 2013      | The Golden Ticket            | Melody              | TV film                                              |
| 2014      | The Best Laid Plans          | Rachel Bronwin      | Recurring role; 6 episodes                           |
| 2014–2015 | 19-2                         | Catherine Lariviere | Recurring role; 10 episodes; credit only: 2 episodes |
| 2014–2015 | Remedy                       | Sandy Conner        | Lead role; 20 episodes                               |
| 2017      | The Expanse                  | Hilly               | 4 episodes                                           |
| 2018      | Suits                        | Ms. Andrews         | Episode: "Pecking Order"                             |
| 2019      | Frankie Drake Mysteries      | Natasha Petrov      | Episode: "A History of Violins"                      |
| 2021      | Bury the Past                | Alice               | TV film                                              |
| 2024      | Doc                          | Nora Hamda          | 5 episodes                                           |